# 6-та паралель південної широти
6-та паралель південної широти — лінія широти, що лежить на 6 градусів південніше земної екваторіальної площини. Вона проходить через Атлантичний океан, Африку, Індійський океан, Південно-Східну Азію, Австралазію, Тихий океан та Південну Америку.

## Список географічних об'єктів, що перетинає 6° пд. ш.
Починаючи з Гринвіцького меридіану та рухаючись на схід, 6-та паралель південної широти проходить через:
| Координати                                                 | Країна, територія або море | Примітки |
| ---------------------------------------------------------- | -------------------------- | --- |
| 6°0′ пд. ш. 0°0′ сх. д. / 6.000° пд. ш. 0.000° сх. д.      | Атлантичний океан          | |
| 6°0′ пд. ш. 12°24′ сх. д. / 6.000° пд. ш. 12.400° сх. д.   | ДР Конго                   | |
| 6°0′ пд. ш. 12°43′ сх. д. / 6.000° пд. ш. 12.717° сх. д.   | Ангола                     | |
| 6°0′ пд. ш. 16°36′ сх. д. / 6.000° пд. ш. 16.600° сх. д.   | ДР Конго                   | |
| 6°0′ пд. ш. 29°11′ сх. д. / 6.000° пд. ш. 29.183° сх. д.   | Озеро Танганьїка           | |
| 6°0′ пд. ш. 29°46′ сх. д. / 6.000° пд. ш. 29.767° сх. д.   | Танзанія                   | |
| 6°0′ пд. ш. 38°47′ сх. д. / 6.000° пд. ш. 38.783° сх. д.   | Індійський океан           | Занзібарська протока[en] |
| 6°0′ пд. ш. 39°11′ сх. д. / 6.000° пд. ш. 39.183° сх. д.   | Танзанія                   | Проходить через острів Унгуджа |
| 6°0′ пд. ш. 39°23′ сх. д. / 6.000° пд. ш. 39.383° сх. д.   | Індійський океан           | Проходить через Амірантські острови, Сейшельські Острови Проходить південніше острова Платт, Сейшельські Острови Проходить північніше островів Ігл[en] та Трьох Братів[en], Британська Територія в Індійському Океані Проходить південніше острова Суматра, Індонезія |
| 6°0′ пд. ш. 106°2′ сх. д. / 6.000° пд. ш. 106.033° сх. д.  | Індонезія                  | Проходить через острів Ява — північніше Чілегона[en] |
| 6°0′ пд. ш. 106°51′ сх. д. / 6.000° пд. ш. 106.850° сх. д. | Яванське море              | Затока Джакарта[en] |
| 6°0′ пд. ш. 107°3′ сх. д. / 6.000° пд. ш. 107.050° сх. д.  | Індонезія                  | Проходить через острів Ява |
| 6°0′ пд. ш. 107°22′ сх. д. / 6.000° пд. ш. 107.367° сх. д. | Яванське море              | Проходить південніше островів Карімун-Ява[en] та Бавеан, Індонезія |
| 6°0′ пд. ш. 120°27′ сх. д. / 6.000° пд. ш. 120.450° сх. д. | Індонезія                  | Проходить через острів Селаяр[en] |
| 6°0′ пд. ш. 120°33′ сх. д. / 6.000° пд. ш. 120.550° сх. д. | Море Банда                 | |
| 6°0′ пд. ш. 124°3′ сх. д. / 6.000° пд. ш. 124.050° сх. д.  | Індонезія                  | Проходить через острів Бінонгко[de] |
| 6°0′ пд. ш. 124°4′ сх. д. / 6.000° пд. ш. 124.067° сх. д.  | Море Банда                 | |
| 6°0′ пд. ш. 132°27′ сх. д. / 6.000° пд. ш. 132.450° сх. д. | Індонезія                  | Проходить через острів Танімбар-Кей[id] |
| 6°0′ пд. ш. 132°28′ сх. д. / 6.000° пд. ш. 132.467° сх. д. | Арафурське море            | Проходить південніше островів Кай-Кечіл[en] та Кай-Бесар[en], Індонезія Проходить північніше острова Майкоор[en], Індонезія |
| 6°0′ пд. ш. 134°18′ сх. д. / 6.000° пд. ш. 134.300° сх. д. | Індонезія                  | Проходить через острови Танахбесар[en] та Коброор[en] |
| 6°0′ пд. ш. 134°42′ сх. д. / 6.000° пд. ш. 134.700° сх. д. | Арафурське море            | |
| 6°0′ пд. ш. 138°19′ сх. д. / 6.000° пд. ш. 138.317° сх. д. | Індонезія                  | Проходить через Нову Гвінею |
| 6°0′ пд. ш. 141°0′ сх. д. / 6.000° пд. ш. 141.000° сх. д.  | Папуа Нова Гвінея          | Проходить через Нову Гвінею |
| 6°0′ пд. ш. 147°30′ сх. д. / 6.000° пд. ш. 147.500° сх. д. | Соломонове море            | |
| 6°0′ пд. ш. 148°54′ сх. д. / 6.000° пд. ш. 148.900° сх. д. | Папуа Нова Гвінея          | Проходить через Нову Британію |
| 6°0′ пд. ш. 151°3′ сх. д. / 6.000° пд. ш. 151.050° сх. д.  | Соломонове море            | |
| 6°0′ пд. ш. 154°48′ сх. д. / 6.000° пд. ш. 154.800° сх. д. | Папуа Нова Гвінея          | Проходить через острів Бугенвіль |
| 6°0′ пд. ш. 155°24′ сх. д. / 6.000° пд. ш. 155.400° сх. д. | Тихий океан                | Проходить між рифом Ронкадор та атолом Онтонг-Джава, Соломонові Острови Проходить між атолом Нанумеа та островом Нануманга, Тувалу Проходить північніше острова Ніутао, Тувалу Проходить південніше острова Старбак, Кірибаті                                         |
| 6°0′ пд. ш. 81°8′ зх. д. / 6.000° пд. ш. 81.133° зх. д.    | Перу                       | Проходить північніше Мойобамби |
| 6°0′ пд. ш. 73°8′ зх. д. / 6.000° пд. ш. 73.133° зх. д.    | Бразилія                   | Амазонас Пара Токантінс Мараньян Піауї Сеара Ріу-Гранді-ду-Норті — проходить південніше Натала |
| 6°0′ пд. ш. 35°7′ зх. д. / 6.000° пд. ш. 35.117° зх. д.    | Атлантичний океан          | |